# Orbis, Tyskland
Orbis är en kommun och ort i Donnersbergkreis i det tyska förbundslandet Rheinland-Pfalz. Orbis, som med 15 andra kommuner ingår i Verbandsgemeinde Kirchheimbolanden, har cirka 700 invånare.

## Personer från Orbis
- Franz Josef Heinz (1884–1924), tysk politiker och separatist